# The Illusion of Progress
Albums de Staind
Chapter V
(2005) Staind
(2011)
Singles
1. Believe
Sortie : 24 juin 2008
2. All I Want
Sortie : 24 novembre 2008
3. The Way I Am
Sortie : 26 janvier 2009
4. This Is It
Sortie : 4 mai 2009

The Illusion of Progress est le sixième album du groupe de nu metal américain Staind sorti le 19 août 2008.

## Liste des chansons
Toutes les paroles sont écrites par Aaron Lewis, toute la musique est composée par Staind.
| No  | Titre               | Durée |
| --- | ------------------- | ----- |
| 1.  | This Is It          | 3:43  |
| 2.  | The Way I Am        | 4:18  |
| 3.  | Believe             | 4:17  |
| 4.  | Save Me             | 4:52  |
| 5.  | All I Want          | 3:30  |
| 6.  | Pardon Me           | 5:02  |
| 7.  | Lost Along The Way  | 4:20  |
| 8.  | Break Away          | 4:10  |
| 9.  | Tangled Up In You   | 4:35  |
| 10. | Raining Again       | 3:53  |
| 11. | Rainy Day Parade    | 4:17  |
| 12. | The Corner          | 5:17  |
| 13. | Nothing Left To Say | 4:40  |